# Аїо Мотоцуна
Аїо Мотоцуна (яп. 相合元綱, Аіо Мотоцуна; ? — 11 травня 1524) — самурайський полководець середньовічної Японії періоду Сенґоку. Третій син Морі Хіромото. Молодший брат Морі Мотонарі. Відомий також як Морі Мотоцуна.

## Короткі відомості
Аїо Мотоцуна народився у провінції Акі. Його початкове прізвище було Морі, але за назвою маєтку його прозивали Аїо.
У 1517 році Мотоцуна брав участь у битві при Аріта-Накаі, під керівництвом Морі Мотонарі. 
У 1523 році, зі смертю 16-го голови роду Морі, Морі Комацумару, було вирішено поставити новим керманичем Морі Мотонарі. Проте за сприяння васалів Кацури Хіродзумі, Сака Хірохіде і Ватанабе Масару, а також тогочасного протектора Морі, роду Амаґо, Мотоцуна спробував захопити посаду голови. Він планував таємно убити свого старшого брата Мотонарі. Проте його задуми розкрилися — і Мотонарі вдарив першим. Амбіційний Мотоцуна загинув у своїй палаючій садибі 11 травня 1524 року.
Дізнавшись, що за опозицією у роді Морі стояв сюзерен Амаґо, Мотонарі порвав із ним і перейшов на бік його ворога — роду Оуті.
Син покійного Мотоцуни, Мотонорі, був помилуваний і продовжив службу у Морі. Аби змити сором батькового вчинку, він змінив своє прізвище на Сікіна.